# Alain N'Kong
Alain N'Kong (Yaoundé, 6 de abril de 1979) é um futebolista profissional camaronês que atua como meia-atacante.

## Carreira
Alain N'Kong representou o elenco da Seleção Camaronesa de Futebol no Campeonato Africano das Nações de 2008.